# Hassan Chaitou
Hassan Samih Chaitou (tiếng Ả Rập: حسن سميح شعيتو; sinh ngày 16 tháng 6 năm 1991), còn được biết đến với tên Shibriko là một cầu thủ bóng đá người Liban chơi ở vị trí hậu vệ cho câu lạc bộ Ansar và đội tuyển quốc gia Liban.